# Hadja Idrissa Bah
Pour les articles homonymes, voir Bah (patronyme).
Hadja Idrissa Bah, communément appelée Hadja Idy est née le 23 août 1999 à Conakry en Guinée. Est une activiste, chroniqueuse et femme politique guinéenne.
Directrice exécutive du centre EuroAfricain depuis le 14 avril 2024. Elle est présidente fondatrice du club des jeunes filles leaders de Guinée, membre du réseau des jeunes féministes de l'Afrique de l'ouest francophone et membre de l'EQUIPOP. 
Elle a été présidente du parlement guinéen des enfants.

## Biographie
Hadja Idrissa Bah est l'ainée d'une famille de dix enfants, fille d'un commerçant et d'une ménagère, elle a effectué ses études secondaires au lycée Saint Georges de Conakry,. 
Après le Baccalauréat, elle étudie pendant une année à l'Université Général Lansana Conté en sciences politiques avant de s’inscrire en droit à l'Université Paris 1 Panthéon-Sorbonne.

## Activiste
A 13 ans, elle a intégré le parlement des enfants de la commune de Ratoma avant d'être la présidente du Parlement guinéen des enfants entre 2016 et 2021. Elle déclare à l'intention des décideurs guinéens pour le respect des droits des enfants : « Les droits de l’enfant guinéen sont dans une situation alarmante, car ils sont négligés et tous les jours nous participons à la violation de leurs droits, malgré l’effort fourni par les acteurs de défense des droits de l’enfant guinéen, les conventions ratifiées et les lois adoptées »,, avant d'être remplacé par Mariame Diallo le 30 juin 2021. 
Cumulativement, elle occupait le poste de secrétaire générale puis de présidente du Leo club Conakry Djoliba. 
Elle s'implique notamment dans la lutte contre l'excision, en déplorant à ce sujet que « les fausses croyances religieuses pèsent plus que la loi ». 
Dans la même optique, elle décide en 2016 de fonder le Club des jeunes filles leaders de Guinée,.

## Rencontre internationale
Elle représente la Guinée lors du LabCitoyen, programme de l’Institut français qui rassemble à Paris, du 30 juin au 8 juillet 2019, 57 jeunes francophones du monde entier, âgés de 20 à 26 ans sur le thème « Droits des femmes : égalité et citoyenneté ».

## Rencontre avec Emmanuel Macron
Le 2 mars 2020, elle est invitée pour parler des droits des femmes au déjeuner du président de la République française Emmanuel Macron,, aux côtés de la directrice exécutive d’ONU Femmes Phumzile Mlambo-Ngcuka, de la directrice du partenariat mondial pour l’éducation Alice Albright, du directeur du plaidoyer de la fondation Gates Joe Cerrell, de la fondatrice et directrice générale d'Invest her Global (fonds d’investissement féministe) et présidente du jury du prix Simone Veil 2020 Anne Ravanona, de la représentante Ruth Montenegro du collectif équatorien nos queremos, de la romancière syrienne Samar Yazbek et de l’ancienne ministre des affaires étrangères et commissaire européenne suédoise Margot Wallström.

## Plan international
En 2018 , elle a commencé à s’imposer sur le plan international en devenant la chargée de communication et des affaires extérieures du Réseau AfriYan et membre du réseau des jeunes féministes de l’Afrique de l’Ouest francophone[réf. nécessaire].
Membre du Conseil d’administration d’Equipop France, elle milite au nom des jeunes africains dans les grandes instances tels que le G7 à Biarritz, le Women7 ou elle intervient devant des milliers de personnes venues du monde entier[réf. nécessaire].
Le 9 juillet 2022, Hadja intervient au côté de Marjolaine Grodin, Florence Parly, Pascal Ruffenach et Emmanuelle Auriol à la 22e édition des rencontres économiques d'Aix-en-Provence. Le 24 septembre 2022, elle participe au forum mondial Normandie pour la paix.
Le 30 mai 2023, devant 3500 invités, Hadja Idrissa reçois au nom du Club des Jeunes Filles Leaders de Guinée le Prix Liberté de la Région Normandie au Zénith de Caen,,. En avril 2024, elle est nommée directrice exécutive du centre EuroAfricain en Belgique. 
Le 16 janvier 2025, elle est nommée pour un mandat de deux ans au conseil national pour le développement et la solidarité internationale (CNDSI) du Ministère des Affaires Étrangères de France,. 

## Citations
1. « Mon sexe ne doit pas être ma faiblesse mais plutôt ma force»[26].
2. « À 15 ans mon objectif était de devenir la présidente du parlement des enfants de toute la Guinée, cette place était tellement convoitée, et la plupart de mes adversaires était des hommes. Je ne me suis pas laissée intimider et j'y suis arrivée. Il faut savoir vous battre pour vos rêves. »[réf. nécessaire].

## Prix et reconnaissance
- 2017 : Reconnaissance par l’Ambassade des États-Unis en Guinée afin de participer à une formation sur le leadership des jeunes africains (PAYLP) aux États Unis d'août 2017 à septembre 2017 ;
- 2019 : Prix de la délégation aux droits des femmes du Sénat français,10 octobre 2019[27] ;
- 2019 : Lauréate des J Awards de Guinée 2019, catégorie leadership féminin[28],[29] ;
- 2023 : Prix Liberté de la Région Normandie pour le Club des jeunes filles leaders de Guinée qu'elle préside[30],[31].